# 特雷波
特雷波（法語：Trépot，法語發音：[tʁepo]）是法国杜省的一个市镇，属于贝桑松区。

## 地理
特雷波（47°9'58"N, 6°9'0"E）面积14.5 平方千米，位于法国勃艮第-弗朗什-孔泰大區杜省，该省份为法国东部内陆省份，北起上索恩省，西接汝拉省，东部及东南部与瑞士接壤，东北部与贝尔福地区省接壤。
与特雷波接壤的市镇（或旧市镇、城区）包括：洛皮塔勒-迪格罗布瓦、塔尔瑟奈-富什朗、埃塔朗。

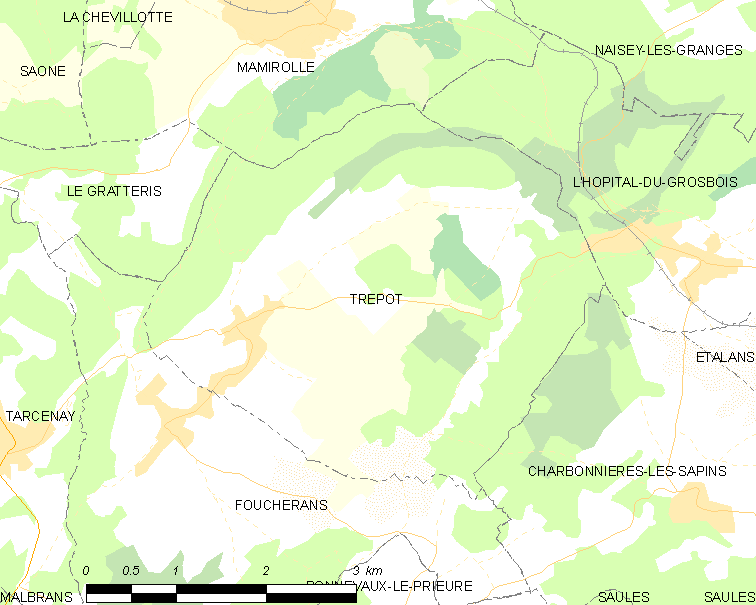
特雷波的OSM定位图

特雷波的时区为UTC+01:00、UTC+02:00（夏令时）。

## 行政
特雷波的邮政编码为25620，INSEE市镇编码为25569。

## 政治
特雷波所属的省级选区为奥尔南县。

## 人口

1962-2008年间特雷波人口变化图示

特雷波于2022年1月1日时的人口数量为558人。